# Houblon
Houblon es una variedad cultivar de manzano (Malus domestica). 
Criado por Charles Ross en Welford Park, Newbury, Berkshire, Inglaterra. Primero registrado en 1901 cuando recibió un Premio al Mérito de la Royal Horticultural Society. Las frutas tienen una carne firme, de textura ligeramente gruesa, moderadamente jugosa, que es un poco ácido con un buen sabor aromático y ligeramente anisado.

## Historia
'Houblon' es una variedad de manzana, desarrollada por el cruce de Peasgood's Nonsuch x Cox's Orange Pippin conseguida por Charles Ross, jardinero jefe en Welford Park, Newbury, Berkshire (Inglaterra). Introducido en 1901. Lleva el nombre de la familia de banqueros Houblon. Introducido, en 1901.
'Houblon' se cultiva en la National Fruit Collection con el número de accesión: 1921-013 y Accession name: Houblon.

## Características

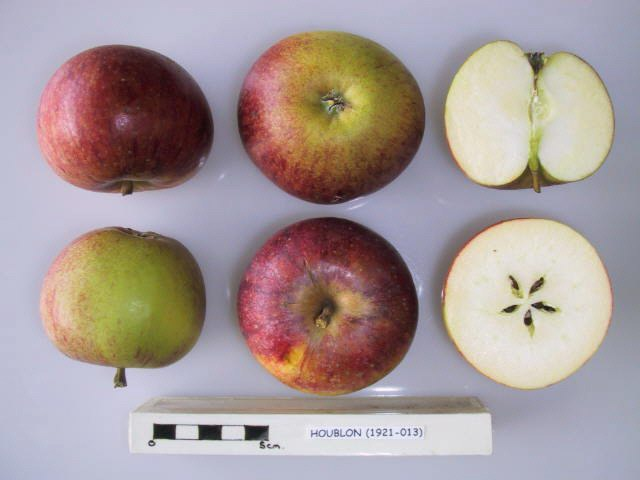
La Manzana 'Houblon' seccionada.

'Houblon' árbol de extensión vertical, de vigor moderado. Tiene un tiempo de floración que comienza a partir del 4 de mayo con el 10% de floración, para el 9 de mayo tiene una floración completa (80%), y para el 16 de mayo tiene un 90% caída de pétalos.
'Houblon' tiene una talla de fruto de medio a grande; forma cónico oblonga, con una altura de 64.00mm, y con una anchura de 70.00mm; con nervaduras débiles alrededor de la cuenca del cáliz; epidermis con color de fondo verde amarillento a amarillo dorado, con un sobre color rojo, importancia del sobre color alto, y patrón del sobre color rayado, con color rojo brillante en la cara expuesta al sol y franjas anchas y rotas que son de color rojo más oscuro, "russeting" (pardeamiento áspero superficial que presentan algunas variedades) muy bajo; carne de color amarillo pálido, de grano grueso y firme. Moderadamente jugoso y dulce. El sabor es aromático con notas de anís.
Su tiempo de recogida de cosecha se inicia a finales de agosto.
'Houblon' es el Parental-Madre de la variedad de manzana:
- Peacemaker[4]

## Usos
Una buena manzana de uso de postre fresca en mesa. Se conserva en frío hasta 3 meses.

## Ploidismo
Diploide, auto estéril. Grupo de polinización: E, Día 17.